# Bengt Glemdal
Bengt Gustav Glemdal, född 25 augusti 1918 i Mölltorps församling, Skaraborgs län, död 19 februari 2005 i Jönköping, var en svensk socialdemokratisk kommunalpolitiker.
Glemdal, som var son till maskinskötare Hjalmar Andersson och Ester Isaksson, avlade realexamen 1936. Han blev förste kontorist vid Karlsborgs tygstation 1939, assistent vid Smålands tygstation 1946 och var kontorschef vid AB Svenska Fläktfabriken i Jönköping från 1964. Han var ordförande i Jönköpings stadsfullmäktige 1963–1966 och ledamot av drätselkammaren från 1964. Han var även ordförande i organisationskommittén 1964, i Jönköpings kommunblocks samarbetsnämnd samt innehade ett flertal kommittéuppdrag.